# Régiment des carabiniers de Monsieur
Pour les articles homonymes, voir Régiment de Monsieur (homonymie).
Pour le régiment des carabiniers de Monsieur sous la Restauration, voir 1er régiment de carabiniers.
Le régiment des carabiniers de Monsieur est un régiment de cavalerie du royaume de France créé en 1693.

## Création et différentes dénominations
- 5 février 1693 : création du régiment Royal de carabiniers
- 1758 : renommé régiment des carabiniers du comte de Provence
- 1774 : renommé régiment des carabiniers de Monsieur
- 17 mars 1788 : dédoublé en 1er régiment de carabiniers et 2e régiment de carabiniers

## Équipement

Arme du régiment des carabiniers de Monsieur.

### Étendards

Étendards
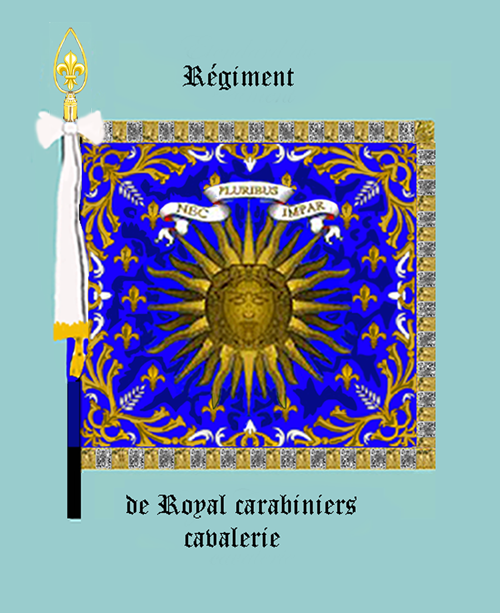
régiment Royal de carabiniers de 1693 à 1758

### Habillement

Habit d’officier de carabiniers vers 1750, Musée de l’Armée.

Uniformes
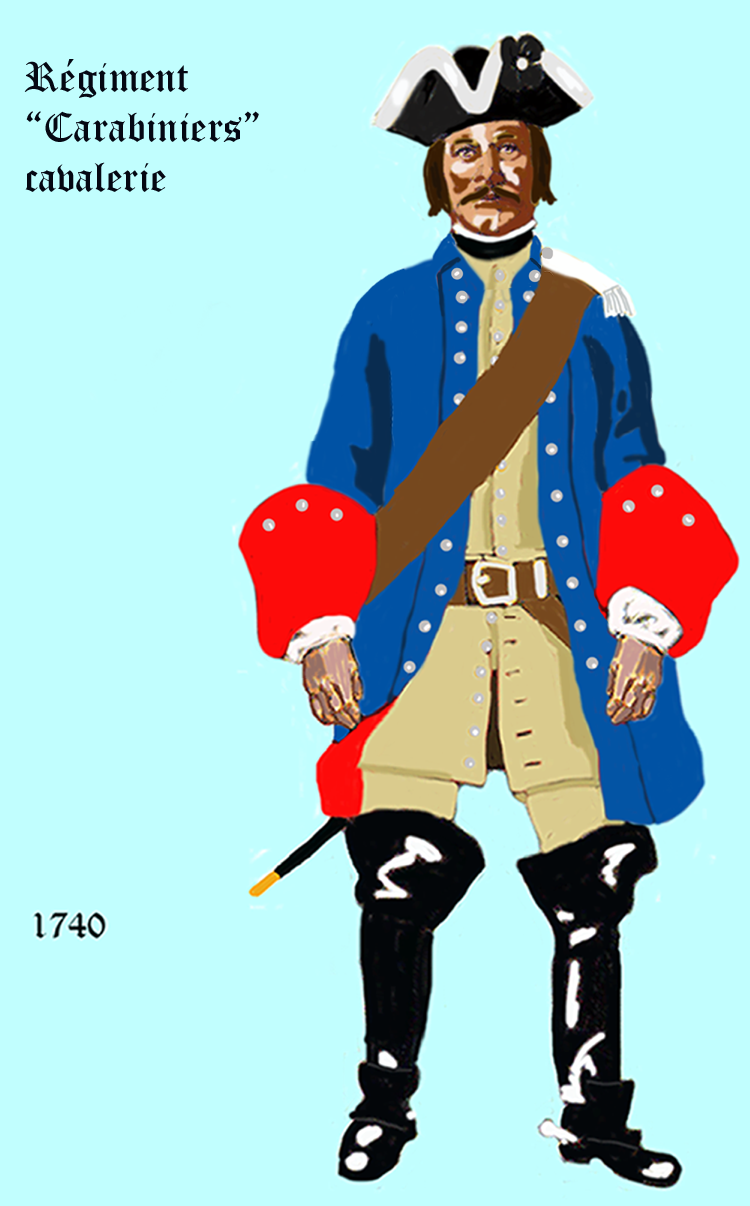
régiment Royal de carabiniers de 1757 à 1762
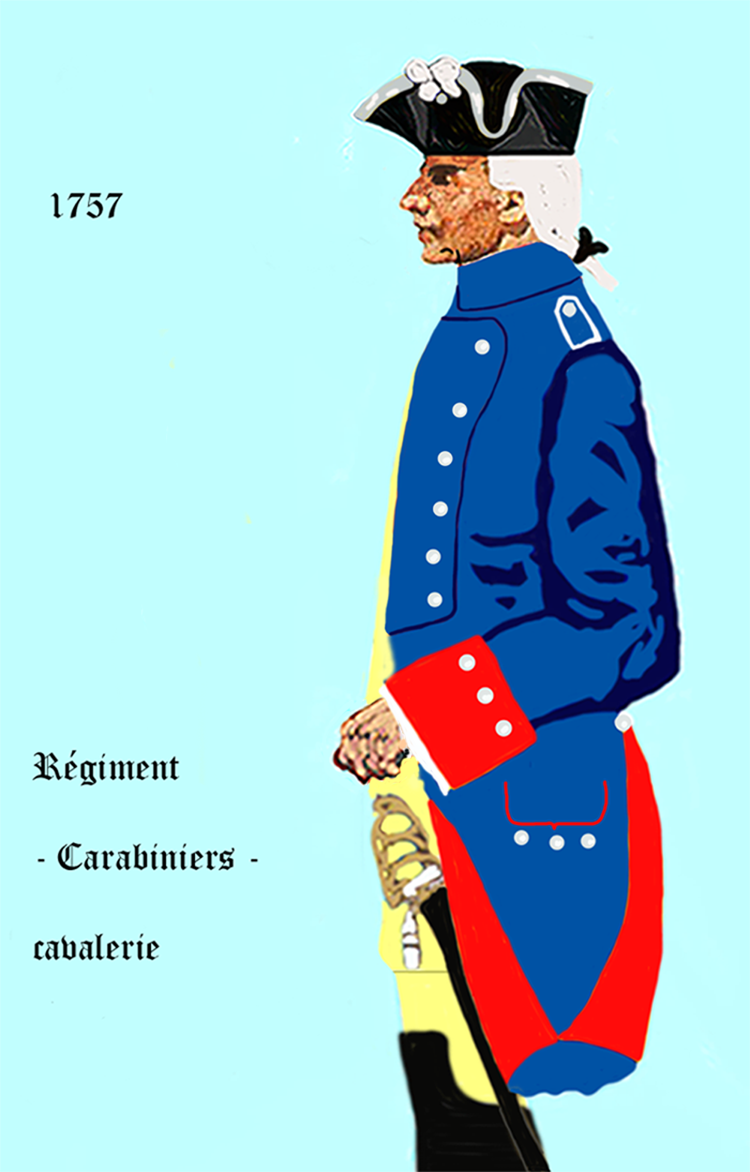
de 1757 à 1762
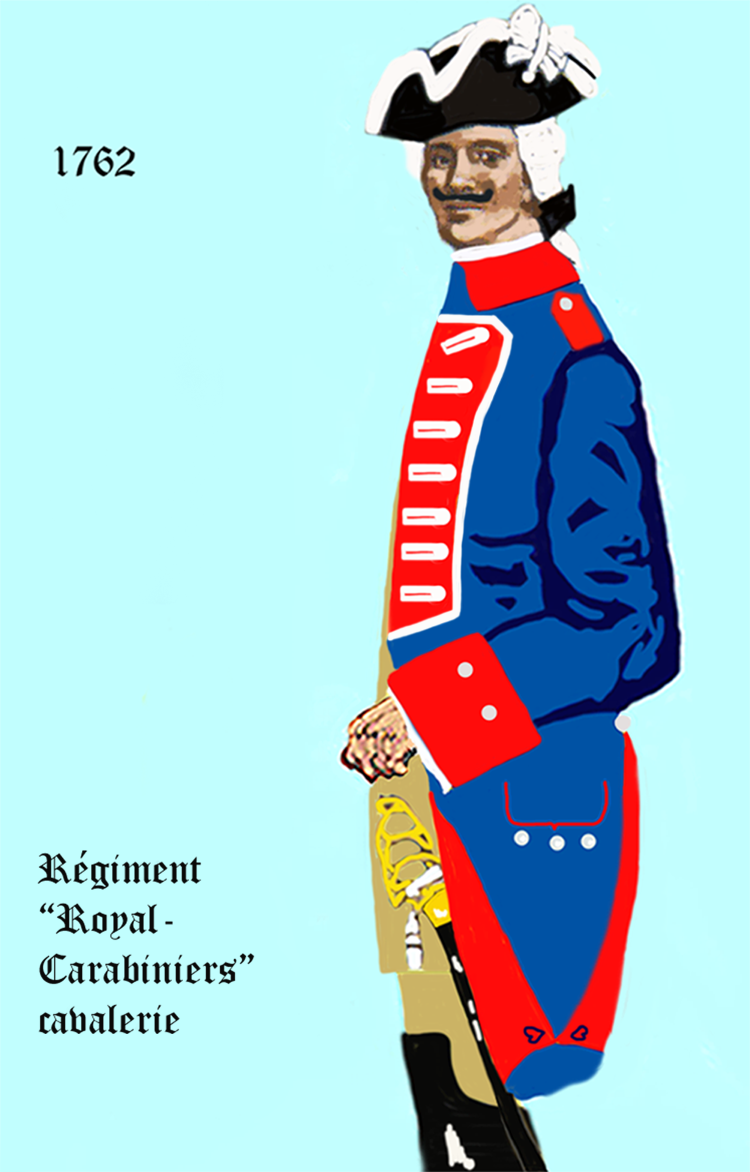
régiment des carabiniers du comte de Provence de 1762 à 1767
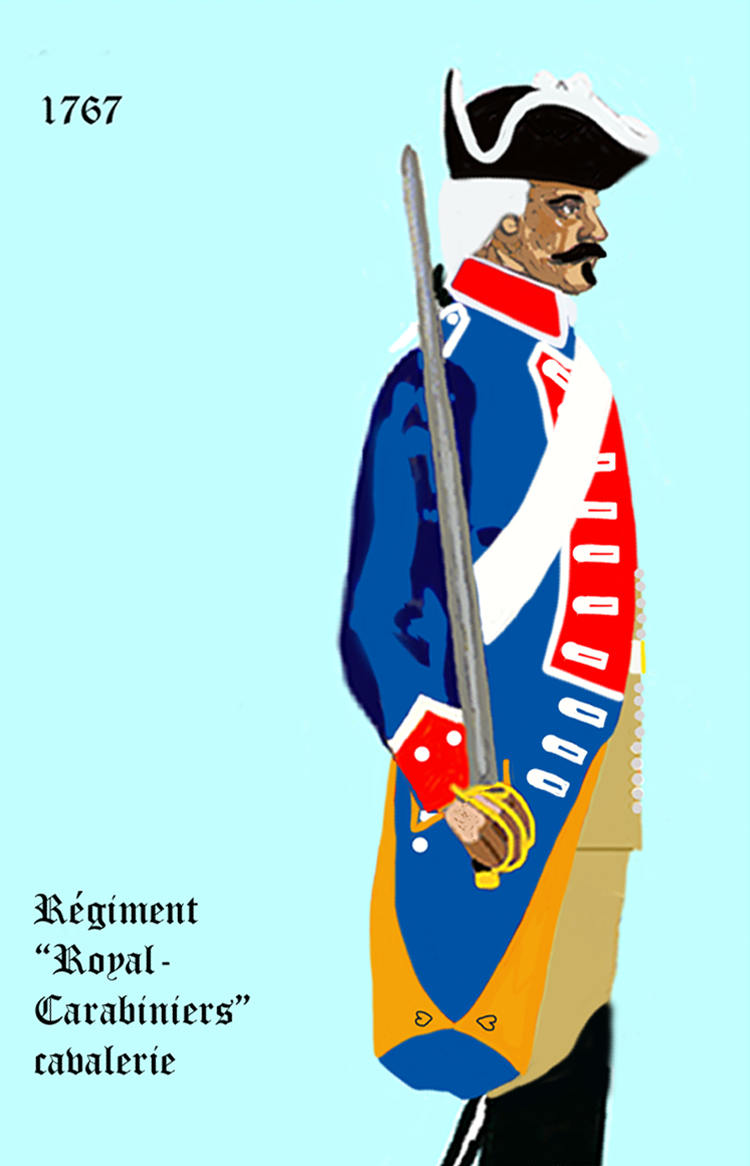
régiment des carabiniers du comte de Provence de 1767 à 1776
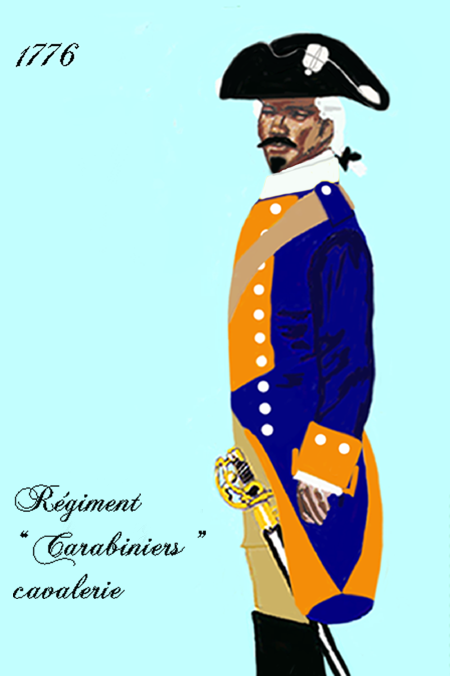
de 1776 à 1779
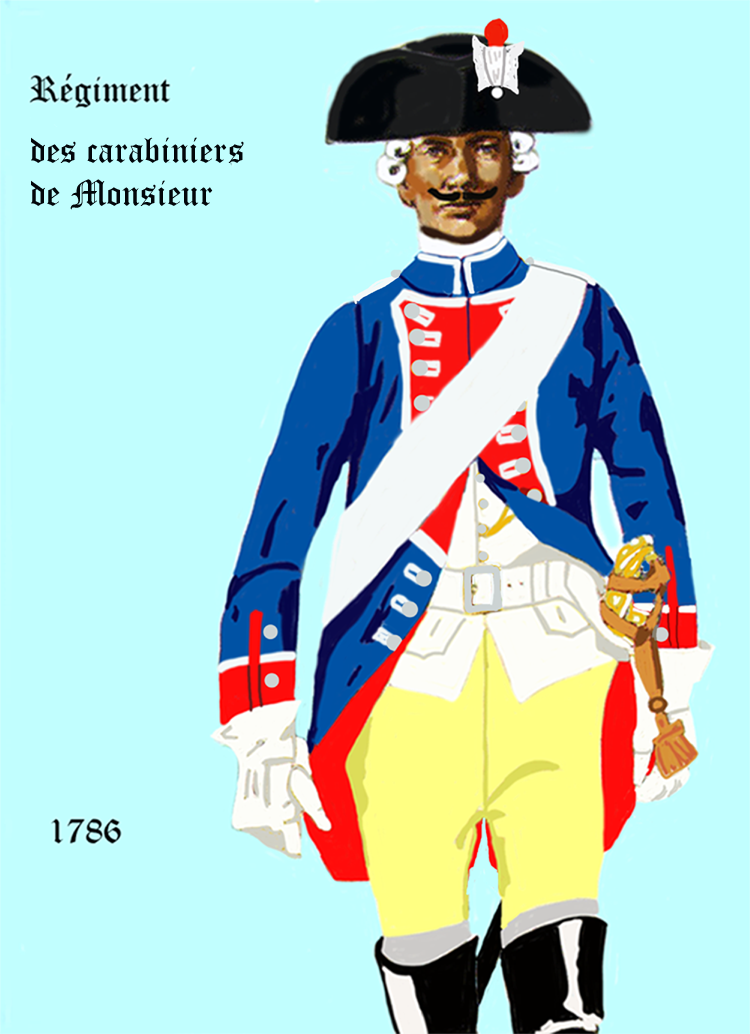
de 1786 à 1788

## Historique

### Mestres de camp
Mestres de camp

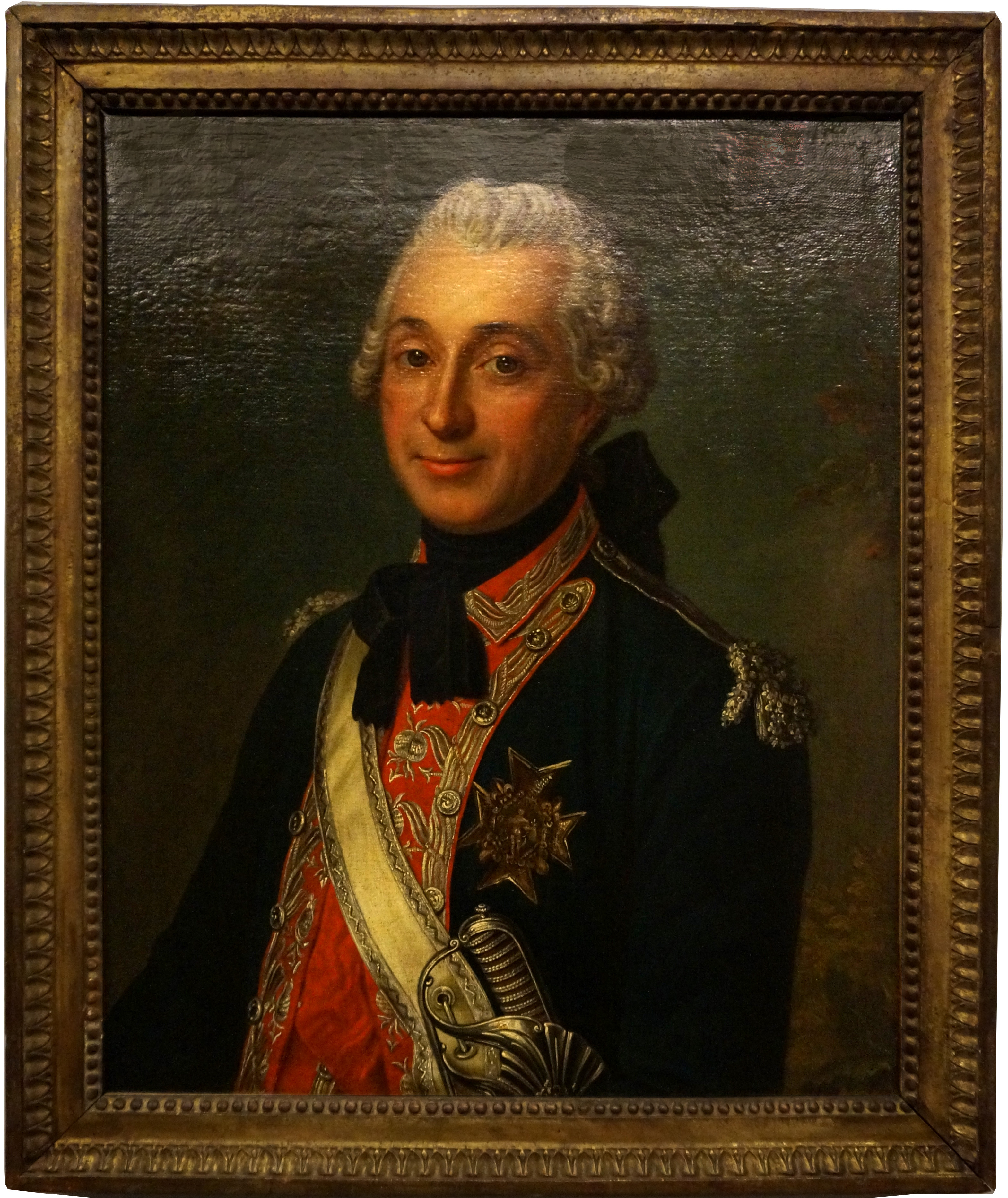
Charles Léonard de Baylens, marquis de Poyanne.

- 1er novembre 1693 : Louis Auguste de Bourbon, duc du Maine
- 20 mai 1736 : Louis Auguste de Bourbon, prince de Dombes
- 13 mai 1758 : Louis Stanislas Xavier, comte de Provence

Mestres de camp commandants ou inspecteurs
- 13 mai 1758 : Louis Marie Fouquet de Bellisle, comte de Gisors, † 1758
- 7 juillet 1758 : Charles Léonard de Baylens, marquis de Poyanne, déclaré brigadier le 13 août 1744 par brevet du 2 mai, maréchal de camp le 1er janvier 1748, lieutenant général le 1er mai 1758
- 23 septembre 1781 : Jacques Aymard de Moreton, comte de Chabrillant, brigadier le 21 février 1761, déclaré marchal de camp en mai 1763 avec rang du 25 juillet 1762, lieutenant général en 1782, † 21 octobre 1802

### Composition
Au XVIIe siècle, il y avait 2 carabiniers dans chaque compagnie de cavalerie de l'armée française. En 1690, Louis XIV ordonna de réunir en compagnies tous les carabiniers d’un même régiment, et, en 1693, ces compagnies furent rassemblées en un corps qu’on appela le régiment Royal des carabiniers. Ce qui n’empêcha pas de maintenir les 2 carabiniers dans chaque compagnie comme autrefois.
En 1663, Louis de Rouvroy, duc de Saint-Simon achète le Royal-Carabiniers.
Au début de la guerre de Succession d'Autriche en 1740, il est le seul régiment de cavalerie français composé de 5 brigades, de 2 escadrons chacune, les autres régiment en ayant 3 au 4. L'escadron de carabiniers est constitué par 4 compagnies de 25 hommes, cela donne un effectif total de 1 000 hommes.
Il devient régiment des carabiniers du Comte de Provence en 1758, quand le roi le donne à son petit-fils, alors âgé de trois ans, le 13 mai 1758. Le comte de Gisors en assure le commandement réel durant quelques semaines et meurt à la Bataille de Krefeld.
Par commission du 7 juillet 1758, le marquis de Poyanne est nommé lieutenant et inspecteur du régiment des carabiniers du Comte de Provence.
Ce régiment est composé de cinq brigades de quatre compagnies chacune. Puis par l'ordonnance du 13 mai 1762, exécutée en 1763, les carabiniers sont organisés en 30 compagnies réparties entre 10 escadrons et 5 brigades. Le 31 décembre, les brigades ne portent plus les noms de leurs chefs et sont numérotées. Chaque escadron est réduit à 3 compagnies au lieu de 4. Après le traité de Paris de 1763, les carabiniers sont répartis entre Saumur, Angers, La Flèche et Chinon. En 1764, le duc de Choiseul décide de la construction d'une école d'équitation à Saumur en suivant l'avis du marquis de Poyanne, inspecteur des Carabiniers. Le 25 septembre 1766, le duc de Choiseul vient à Saumur pour inspecter le régiment de Carabiniers et les travaux de construction des bâtiments.
Puis il devient carabiniers de Monsieur en 1774 quand le comte de Provence devint le frère du roi Louis XVI. Le 13 février 1776, le corps des carabiniers se compose de 2 brigades ayant chacune 4 escadrons qui ne comprend chacun qu'une seule compagnie de 132 hommes. Le 8 avril 1779 on compose chaque brigade avec 5 escadrons. 
L'ordonnance du 17 mars 1788 prescrit que toute brigade de cavalerie doit être organisée en deux régiments. Le 1er mai 1788 on donne à chaque brigade le nom de régiment, chacun étant placé sous le commandement d'un colonel. Mais les deux régiments continuent à former la brigade des carabiniers de Monsieur. Ce n'est qu'avec le décret d'avril 1791 que les deux régiments vont se séparer avec des administrations distinctes.

### Campagnes et batailles
- Guerre de Succession d'Autriche

11 mai 1745: bataille de Fontenoy
- Guerre de Sept Ans

En 1759, le marquis de Poyanne commande à la bataille de Minden où les carabiniers ont eu 700 tués dont 69 officiers. Le marquis de Poyanne y est blessé par un coup de feu et par une baïonnette. En 1760, le régiment participe aux combats de Corbach et de Warbourg et en 1761 à Willingshausen.

### Quartiers
- Quartiers des cinq brigades en Languedoc[3] :
  1. La Motte à Revel
  2. Valcourt à Castelnaudary
  3. Vichy à Castres
  4. Prémont à Lengogne
  5. Créquy au Vigan